# Josef Kovařík
Josef Kovařík (ur. 27 kwietnia 1966 w Ostrawie) – czeski kombinator norweski reprezentujący Czechosłowację, zwycięzca Pucharu Kontynentalnego.

## Kariera
Po raz pierwszy na arenie międzynarodowej Josef Kovařík pojawił się 24 marca 1984 roku w zawodach Pucharu Świata w Štrbskim Plesie. Zajął tam 36. miejsce w zawodach metodą Gundersena. W zawodach pucharowych startował do 1994 roku, ale punktów nie zdobył. Jego najlepszym wynikiem było 16. miejsce w Gundersenie 11 stycznia 1992 roku w Breitenwang (do sezonu 1992/1993 punkty zdobywało piętnastu najlepszych zawodników).
Kovařík startował także w Pucharze Świata B (obecnie Puchar Kontynentalny). Odnosił tam większe sukcesy, między innymi wygrywając pierwszą w historii edycję tego cyklu, triumfując w klasyfikacji generalnej sezonu 1990/1991. Sześciokrotnie stawał na podium, przy czym dwukrotnie zwyciężał. Był także czwarty w klasyfikacji sezonu 1992/1993.
W 1992 roku Josef Kovařík brał udział w Igrzyskach Olimpijskich w Albertville, gdzie w sztafecie był szósty, a indywidualnie uplasował się na siedemnastej pozycji.
W 1994 roku postanowił zakończyć karierę.

## Osiągnięcia

### Igrzyska Olimpijskie
| Miejsce | Dzień     | Rok  | Miejscowość | Konkurencja             | Wynik zwycięzcy | Strata      | Zwycięzca   |
| ------- | --------- | ---- | ----------- | ----------------------- | --------------- | ----------- | ----------- |
| 17.     | 12 lutego | 1992 | Albertville | Gundersen K-90/15 km    | 44:28.1 min     | +4:13.7 min | Fabrice Guy |
| 6.      | 24 lutego | 1992 | Albertville | Sztafeta K-90/3 × 10 km | 1:23:36.6 h     | +9:04.7 min | Japonia     |

### Puchar Świata

#### Miejsca w klasyfikacji generalnej
- sezon 1983/1984: -
- sezon 1985/1986: -
- sezon 1986/1987: -
- sezon 1988/1989: -
- sezon 1989/1990: -
- sezon 1990/1991: -
- sezon 1991/1992: -
- sezon 1992/1993: -
- sezon 1993/1994: -

#### Miejsca na podium chronologicznie
Kovařík nigdy nie stał na podium indywidualnych zawodów Pucharu Świata.

### Puchar Kontynentalny

#### Miejsca w klasyfikacji generalnej
- sezon 1990/1991: 1.
- sezon 1992/1993: 4.

#### Miejsca na podium chronologicznie
| Nr | Data             | Miejscowość   | Konkurencja         | Wynik zwycięzcy | Pozycja | Strata | Zwycięzca      |
| -- | ---------------- | ------------- | ------------------- | --------------- | ------- | ------ | -------------- |
| 1. | 20 stycznia 1991 | Liberec       | Gundersen K90/15 km | ?               | 3.      | ?      | Milan Kučera   |
| 2. | 10 lutego 1991   | Andelsbuch    | Gundersen K90/15 km | ?               | 1.      | -      | -              |
| 3. | 24 lutego 1991   | Berchtesgaden | Gundersen K90/15 km | ?               | 2.      | ?      | Andreas Schaad |
| 4. | 3 marca 1991     | Szczyrk       | Gundersen K90/15 km | ?               | 3.      | ?      | František Máka |
| 5. | 19 grudnia 1992  | Predazzo      | Gundersen K90/15 km | ?               | 3.      | ?      | Falk Schwaar   |
| 6. | 9 marca 1993     | Liberec       | Gundersen K90/15 km | ?               | 1.      | -      | -              |